# 'Ndrina Lo Giudice
I Lo Giudice sono una 'ndrina, attiva nella zona Santa Caterina di Reggio Calabria.
Nella Seconda guerra di 'ndrangheta i Lo Giudice si schierarono con gli Imerti-Condello-Serraino-Rosmini.

## Personaggi di spicco
- Giuseppe Lo Giudice, capobastone della 'ndrina, ucciso in una faida il 14 giugno 1990 ad Acilia (Roma), dove abitava in regime di soggiorno obbligato.
- Antonino Lo Giudice (1969), detto Nino il nano, grado raggiunto (dote) Mammasantissima, arrestato nel 2010 e prima pentito poi ha ritrattato fuggendo anche dalla località protetta dov'era assegnato, in seguito catturato al rione Vito di Reggio Calabria e condannato a 6 anni e 4 mesi[2]. Il 15 ottobre 2010 Antonino Lo Giudice diventa pentito e confessa di essere il mandante degli attentati dinamitardi ai giudici[3][4][5][6], dopo che già 4 testimoni lo additavano come tale, nei confronti di Salvatore Di Landro e Giuseppe Pignatone e della Procura di Reggio Calabria avvenuti nel 2010[7].
- Luciano Lo Giudice, di 37 anni (nel 2011), nato a Reggio Calabria e detenuto presso la Casa Circondariale di Lanciano; Luciano Lo Giudice, con la dote della Santa, gestiva l'armeria della 'ndrina, costituita da armi anche da guerra[8], con l'aiuto dei fratelli Antonio Cortese, Pasquale Cortese e Paolo Sesto Cortese, di Fortunato Pennestrì e di Demetrio Giuseppe Gangemi.

## Personaggi minori
- Giuseppe Lo Giudice, di 23 anni (nel 2011), nato a Reggio Calabria; arrestato per illecita detenzione di armi e munizioni, e in concorso con Salvatore Pennestrì e Giuseppe Perricone, avere tentato di commettere una rapina.
- Antonio Cortese, di 49 anni (nel 2011), nato a Bova Marina (RC) e attualmente detenuto presso la Casa Circondariale di Voghera (PV).
- Pasquale Cortese, di 58 anni (nel 2011), nato a Reggio Calabria.
- Paolo Sesto Cortese, di 46 anni (nel 2011), nato a Melito Porto Salvo.
- Salvatore Pennestrì, di 21 anni (nel 2011), nato a Reggio Calabria; grado raggiunto sgarrista, ramo estorsioni e usura. Accusato di detenzione illecita di armi per aver assicurato contatti.
- Giuseppe Perricone, di 23 anni (nel 2011), nato a Reggio Calabria.
- Vincenza Mogavero, di 35 anni (nel 2011), nata a Scilla e residente a Reggio Calabria; prestanome nell'intestazione di immobili e di attività commerciali, dei negozi “Norfish”, “Smile” e “Peccati di gola”.
- Madalina Cristina Turcanu, di 25 anni (nel 2011), nata a Barlaad, (Romania) e residente a Reggio Calabria ma abitante a Barcellona (Spagna); imputata di concorso esterno in associazione mafiosa per avere assicurato contatti fra detenuti ed altri in libertà e per avere custodito, nascondendole, armi della consorteria, dietro compenso in denaro.
- Giuseppe Reliquato, di 40 anni (nel 2011), nato a Reggio Calabria, grado raggiunto (dote) Vangelo, accusato di associazione mafiosa.
- Bruno Stilo, di 49 anni (nel 2011), nato a Reggio Calabria, con la dote della Santa, accusato di associazione mafiosa.
- Fortunato Pennestrì, di 36 anni (nel 2011), nato a Reggio Calabria, accusato di associazione mafiosa.